# Sapes
Sapes  este un oraș în Grecia în prefectura Evros.